# Cryptantha fulvocanescens
Cryptantha fulvocanescens là loài thực vật có hoa trong họ Mồ hôi. Loài này được (S.Watson) Payson mô tả khoa học đầu tiên năm 1927.